# 石田健佑
石田 健佑（いしだ けんすけ、1997年6月23日 - ）は、日本の政治家。秋田県大館市長（1期）。元大館市議会議員（1期）。

## 経歴
秋田県大館市出身。父親の転勤により幼稚園年長で青森県青森市へ。青森市立南中学校、青森県立青森工業高等学校を卒業。卒業後は東京地下鉄株式会社で勤務した後、一般社団法人DMMアカデミー入社、DMM.com経営企画室等で勤務。その後20歳で渋谷にてIT・マーケティング事業を行う株式会社LaTierを起業したが、僅か半年で失敗した。同タイミングで祖父が体調を崩したことを祖母から聞き、故郷大館市へと帰郷。慶応義塾大学環境情報学部のAO入試＜2018年9月第1学年入学者選考＞において合格
するも、入学金を払えずに断念。幼少期好きだったカブトムシを事業にしようと考え、双子の弟と21歳で株式会社TOMUSHIを起業、代表取締役に就任。カブトムシによる有機廃棄物処理事業やゴミを食べて育った昆虫を展示するSDGsイベント事業を4年目には全国50ヵ所以上に展開した。
2023年4月23日に行われた大館市議会議員選挙に立候補し、現大館市政施行後最年少・最多得票数4,215票で初当選した。
同年10月7日、自由民主党秋田県連が常任総務会を開き、不出馬を表明した金田勝年の後任として次期衆院選秋田2区に大館市長の福原淳嗣を擁立する方針を決めた。同年12月13日、石田は記者会見を開き、次期大館市長選挙へ立候補する意向を表明した。
2024年8月31日、福原が市長を辞職。2024年9月1日投開票の大館市長選挙では、石田が自民党大館支部・公明党秋田県本部の推薦と福原の支援を受けた元市議の日景賢悟、元日経ウーマン編集長の麓幸子を破り、初当選を果たした。全国市長会によると、石田が全国最年少の現職市長となる。
※当日有権者数：58,056人 最終投票率：59.18%（前回比：1.9pts）
| 候補者名 | 年齢 | 所属党派 | 新旧別 | 得票数   | 得票率 | 推薦・支持                                   |
| -------- | ---- | -------- | ------ | -------- | ------ | -------------------------------------------- |
| 石田健佑 | 27   | 無所属   | 新     | 12,882票 | 37.75% |                                              |
| 日景賢悟 | 55   | 無所属   | 新     | 12,573票 | 36.85% | （推薦）自由民主党大館支部・公明党秋田県本部 |
| 麓幸子   | 62   | 無所属   | 新     | 8,669票  | 25.40% |                                              |